# Rolling Thunder (album)
| Recensione     | Giudizio |
| -------------- | -------- |
| AllMusic       | [ 1 ]    |
| Piero Scaruffi | 6/10     |

Rolling Thunder è il primo album come solista del batterista Mickey Hart, pubblicato dall'etichetta discografica Warner Bros. Records nel settembre del 1972.

## Tracce
Lato A
1. Rolling Thunder/Shoshone Invocation – 0:49 (Rolling Thunder)
2. The Main Ten (Playing in the Band) – 6:59 (Robert Hunter, Mickey Hart)
3. Fletcher Carnaby – 4:10 (Robert Hunter, Mickey Hart)
4. The Chase (Progress) – 3:58 (Mickey Hart)
5. Blind John – 3:44 (Peter Monk, C.J. Stetson)

Lato B
1. Young Man – 2:40 (Peter Monk, Mickey Hart)
2. Deep, Wide and Frequent – 5:20 (Mickey Hart)
3. Pump Song – 4:37 (Robert Hunter, Mickey Hart, Bob Weir)
4. Granma's Cookies – 2:50 (Mickey Hart)
5. Hangin' On – 3:10 (Peter Monk, C.J. Stetson; arrangiamento di Mickey Hart)

## Musicisti
Rolling Thunder
- Mike Hinton - marimba
- Nancy Hinton - marimba
- Alla Rakha - rain
- Zakir Hussain - rain

The Main Ten
- Mickey Hart - batteria
- John Cipollina - chitarra
- Bob Weir - chitarra, voce
- Tower of Power - sezione strumenti a fiato
- Stephen Stills - basso
- Carmelo Garcia - timbales

Fletcher Carnaby
- Mickey Hart - batteria, percussioni
- David Freiberg - voce, basso, pianoforte
- Robbie Stokes - chitarre
- Tower of Power - sezione strumenti a fiato
- Steve Shuster - flauto

The Chase (Progress)
- Mickey Hart - batteria
- Jerry Garcia - chitarra
- Zakir Hussain - tabla

Blind John
- Mickey Hart - tamburo (field), batteria, timpani
- Grace Slick - pianoforte, voce
- Barry Melton - chitarra acustica, voce
- David Freiberg - chitarra acustica, voce
- Tower of Power - sezione strumenti a fiato
- Steve Shuster - flauto
- Greg Errico - batteria
- Paul Kantner - voce

Young Man
- Mickey Hart - batteria
- John Cipollina - chitarra
- Barry Melton - chitarra
- Robbie Stokes - chitarra
- David Freiberg - basso, voce
- Carmelo Garcia - timbales, congas
- Bob Weir - voce
- Phil Lesh - voce

Deep, Wide and Frequent
- Mickey Hart - batteria
- John Cipollina - chitarra
- Terry Haggerty - chitarra
- Robbie Stokes - chitarra
- Jerry Garcia - chitarra
- Bill Champlin - organo
- Tower of Power - sezione strumenti a fiato
- David Freiberg - basso
- Carmelo Garcia - timbales, congas

Pump Song
- Mickey Hart - batteria, percussioni, water pump
- Robbie Stokes - chitarra, basso
- Bob Weir - chitarra
- Jerry Garcia - insect fear
- David Freiberg - pianoforte
- Tower of Power - sezione strumenti a fiato
- Phil Lesh - basso

Granma's Cookies
- Mickey Hart - batteria
- Jerry Garcia - chitarra
- Zakir Hussain - tabla

Hangin' On
- Mickey Hart - batteria
- John Cipollina - chitarra
- Barry Melton - chitarra
- Robbie Stokes - chitarra
- Tower of Power - sezione strumenti a fiato
- David Freiberg - basso, pianoforte, viola, voce
- Tower of Power - sezione strumenti a fiato

Note aggiuntive:
- Registrazioni effettuate al Mickey's Barn, Marin County, California
- Dan Healy, Rick Davis, John Wollman, David Freiberg e Mickey Hart - ingegneri della registrazione
- Mixato al Alembic Studios di San Francisco, California
- Phil Lesh, Jerry Garcia, Mickey Hart, David Freiberg, Dn Healy e Stephen Stills - mixaggio
- Rock Scully - direzione

Ringraziamenti:
- Rock Scully
- Johnny D.
- Bruce Baxter
- Debbie Doobie
- Jerilyn and Cookie[3]